# カギテシャコエビ属
カギテシャコエビ属（カギテシャコエビぞく、Naushonia）は、平たい鎌のような第一胸脚が特徴である、ハサミシャコエビ科に属する甲殻類の1属である。「鈎手蝦蛄蝦」の意で、2020年に標準和名が提唱された。

## 概要
本属は2024年現在、世界から17種が記載されている。日本近海からは N. carinata、N. lactoalbida、ニホンカギテシャコエビ N. japonica、キイカギテシャコエビ N. kiiensis、および2023年に記載されたホソウデカギテシャコエビ N. karashimai の5種が発見されている。日本から記録されているものはいずれも2000年以降に発見され、N. carinata、N. lactoalbida およびホソウデカギテシャコエビは琉球列島に、ニホンカギテシャコエビとキイカギテシャコエビは本州の温帯域から記録されている。Konishi (2001) は三重県の五ヶ所湾から種不明のカギテシャコエビの幼生を記録しており、分布域からニホンカギテシャコエビまたはキイカギテシャコエビのものであると考えられている。ニホンカギテシャコエビは山口県で記載され、千葉県からも見つかっていたが、2024年には神奈川県からも報告され、標準和名が与えられた。また、N. lactoalbida はインド洋のモザンビークからも見つかっている種である。
本属のうち、4種はアンキアラインや海中洞窟から見つかっているが、その他の多くの種は比較的浅い海底に穴を掘って隠れ住んでいる。その生態から、採集されることが少ない。

## 種
WoRMS (2025) に基づく。 
- Naushonia augudrea (Juarrero & García in Juarrero, García & Martínez-Iglesías, 1997)
- Naushonia carinata Dworschak, Marin & Anker, 2006
- Naushonia crangonoides Kingsley, 1897
- Naushonia draconis Anker, 2014
- ニホンカギテシャコエビ Naushonia japonica Komai, 2004
- ホソウデカギテシャコエビ Naushonia karashimai Sato & Komai, 2023
- キイカギテシャコエビ Naushonia kiiensis Komai & Hirabayashi, 2020
- Naushonia lactoalbida Berggren, 1992
- Naushonia latimana Komai & Anker, 2010
- Naushonia macginitiei (Glassel, 1938)
- Naushonia manningi Alvarez, Villalobos & Iliffe, 2000
- Naushonia palauensis (Alvarez, Villalobos & Iliffe, 2010)
- Naushonia panamensis Martin & Abele, 1982
- Naushonia perrieri (Nobili, 1904)
- Naushonia portoricensis (Rathbun, 1901)
- Naushonia serratipalma Komai & Anker, 2010
- Naushonia tinkeri Alvarez, Iliffe & Villalobos, 2017